# Noyelles-lès-Humières

Noyelles-lès-Humières este o comună în departamentul Pas-de-Calais, Franța. În 1 ianuarie 2022 avea o populație de 57 de locuitori.